# Overslag (munt)

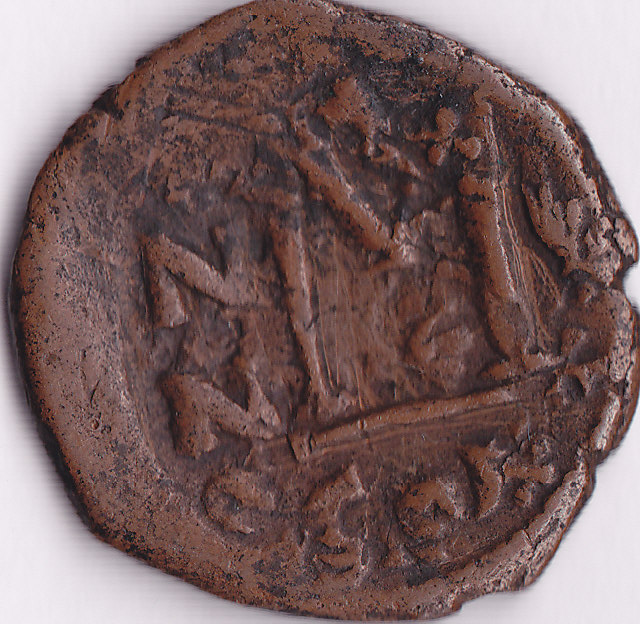
Overslag

Een overslag kan in de numismatiek twee dingen betekenen:
1. Een munt geslagen over een andere munt, dus zonder de oorspronkelijke munt om te smelten. Vaak zijn er nog sporen van de oorspronkelijke munt te zien.
2. Een verandering van het jaartal op het stempel. Vaak zijn er nog sporen te zien van het oorspronkelijke cijfer. Vervalsers veranderen soms een niet zeldzaam jaartal van een munt in een zeldzaam jaartal op het muntplaatje. Dit is een vervalsing.

## Internationale aanduidingen
- Engels: overstrike, overstruck coin
- Frans: réformation, surfrappe
- Duits: Überprägung

## Voorbeelden
Overslagen bij munten komen opvallend vaak voor bij Byzantijnse munten. Een voorbeeld is een munt van Constantinus X (1059-1067) geslagen over een munt van Constantinus IX (1042-1055). Die  van  Constantinus X toont Christus op de voorzijde en de keizer (rechts) en keizerin Eudocia (links) op de keerzijde. Op de voorzijde is duidelijk te zien dat de afbeelding van Christus aanwezig is op de onderliggende tekst die afkomstig is van de keerzijde van een anonieme follis toegeschreven aan Constantinus IX. 
Een ander voorbeeld is een follis met op de voorzijde Heraclius en Heraclius Constantinus (610-641) en op de keerzijde een M, A|N|N|O en kruis met in de afsnede KYZ (Cyzicus). Deze munt is geslagen over een follis van Mauricius Tiberius (582-602). Op de voorzijde zijn Heraclius en Heraclius Constantinus over de buste van Mauricius Tiberius geslagen en op de keerzijde is van de munt van Mauricius Tiberius de keerzijde met A|N|N|O en CON (Constantinopel) zichtbaar.